# BAP Angamos (SS-31)
El BAP Angamos (SS-31) es uno de los cuatro submarinos Tipo 209/1200 ordenado por la Marina de Guerra del Perú el 12 de agosto de 1976. Fue construido por el astillero alemán Howaldtswerke-Deutsche Werft en su astillero de Kiel. Fue nombrada originalmente Casma en honor a una batalla que tuvo lugar entre las fuerzas navales de la Confederación Peruano-Boliviana y Chile, el 12 de enero de 1839. 
Después de las pruebas en el Mar del Norte, llegó al puerto peruano del Callao en 1981.

## Mantenimiento mayor
Después de una revisión a fondo por los Servicios Industriales de la Marina SIMA en el Callao en 1998, pasó a llamarse Angamos, en honor al combate del mismo nombre que tuvo lugar el 8 de octubre de 1879, durante la Guerra del Pacífico, en la cual falleció el héroe máximo de la Marina del Perú, Miguel Grau Seminario.